# ديك هاردينغ
ديك هاردينغ هو عداء سريع كندي، ولد في 9 فبراير 1934 في تشاتام كينت في كندا، وتوفي في 8 فبراير 2007.

## وصلات خارجية
- ديك هاردينغ على موقع أوليمبيديا (الإنجليزية)
- ديك هاردينغ على موقع اللجنة الأولمبية الكندية (الإنجليزية)